# Бесконачни итинерер кроз свет стрип албума (књига)
Бесконачни итинерер кроз свет стрип албума је лексикон монографских стрипских издања објављених на српско-хрватском подручју од 1926. до 2014. године.
Лексикон је саставио београдски колекционар и публициста Владимир Тополовачки, а објавио загребачки издавач „Стрип агент“ 2011. године прва два тома, а 2018. још два тома. 

## Критике
- Божидар Вукелић-Боба: „Ове двије књиге су право богатство и рудник података о стрип издањима с простора бивше државе. У њима су информације о стриповима из скоро свих садашњих држава у нашем окружењу.“ (Карика, гласило Хрватског друштва карикатуриста, 2011)[2]